# Arco di subduzione calabrese
L'arco di subduzione calabrese è una vecchia zona di subduzione che si estendeva dalla Calabria e comprendeva tutta la catena appenninica. I resti di questa zona di subduzione si trovano nell'odierna regione italiana della Calabria. Questa struttura geologica è molto famosa per aver prodotto alcuni tra i terremoti più potenti della penisola italiana. La Calabria è infatti anche una delle regioni più sismiche dell'Italia: in circa 1000 anni ci sono stati sei eventi con intensità dell'XI grado della scala Mercalli. La zona di subduzione dell'arco calabrese si è venuta a formare circa 7 milioni di anni fa, in concomitanza con la formazione del mar Tirreno che è un bacino di retroarco.

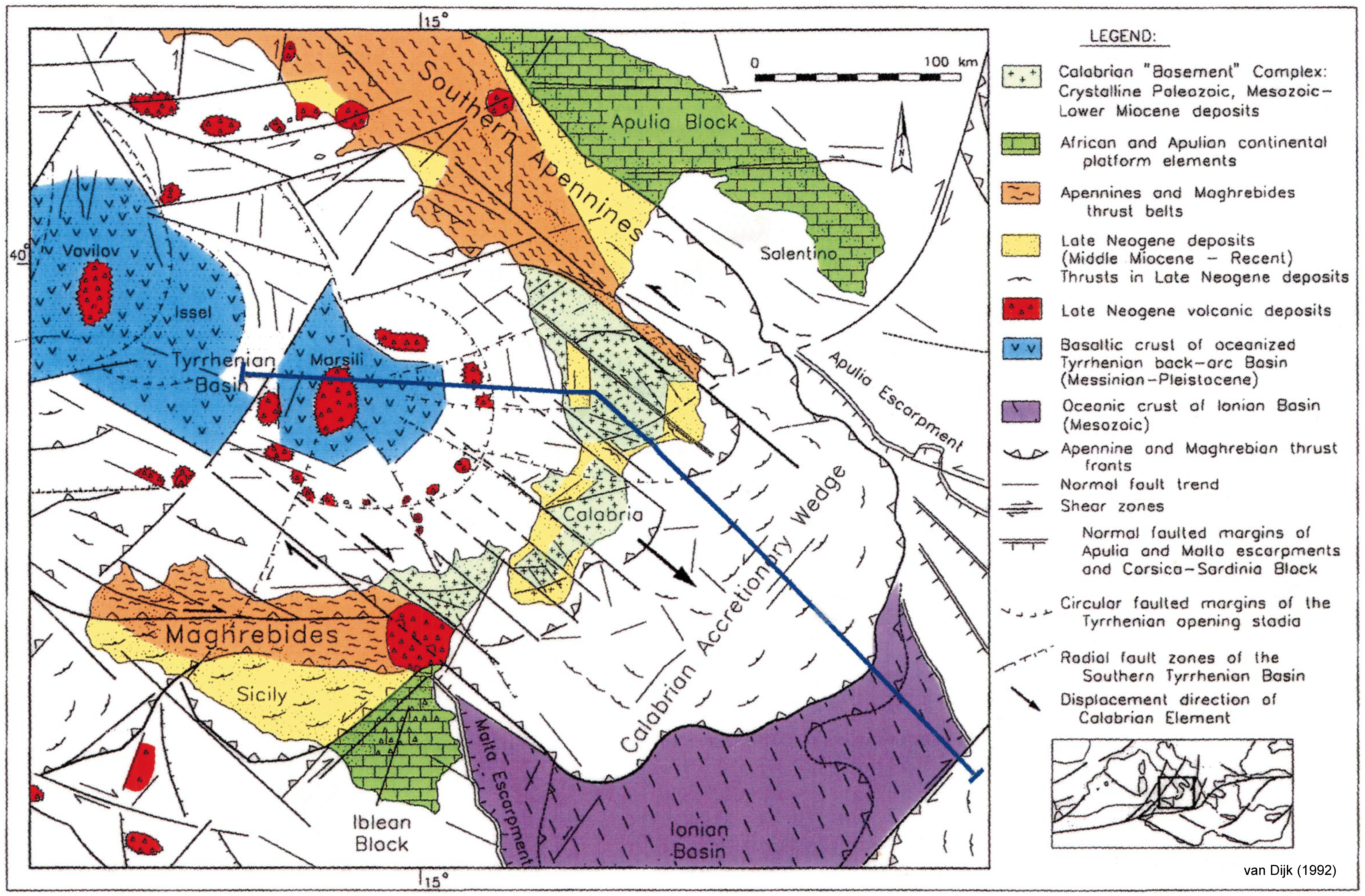
Mappa geotettonica dell'Arco Calabro. La linea blue indica la sezione nella figura sotto. Da van Dijk (1992)

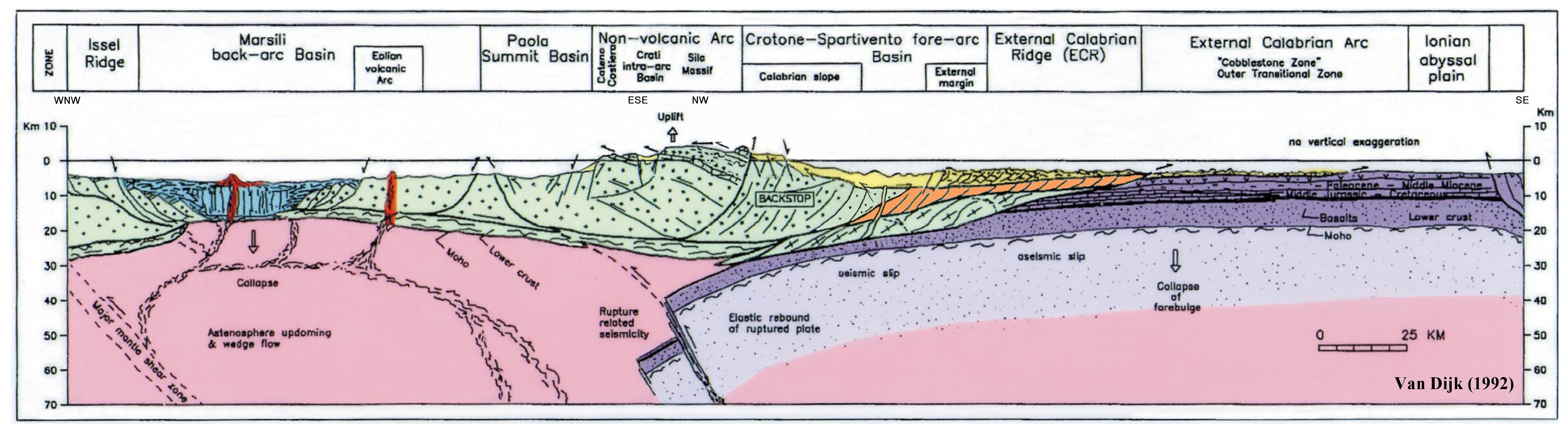
Sezione geotettonica dell'Arco Calabro. Sinistra: Nordovest Destra: sudest. Da van Dijk (1992)

## Terremoti e faglie
- 11 gennaio 1693= 7.7 Mw
- 28 dicembre 1908= 7.2 Mw
- 5 febbraio 1783= 7.1 Mw
- 27 febbraio 1638= 7.0 Mw
- 27 marzo 1783= 7.0 Mw
- 8 settembre 1905= 7.9 Mw

Le faglie nell'arco calabrese sono numerosissime e variano tra i 10 km fino ai 150 km di lunghezza.